# Église du Sauveur-Tout-Miséricordieux de Nijni Novgorod
 (juin 2023).
L'église du Sauveur-Tout-Miséricordieux (Храм Всеми́лостивого Спа́са) est une église orthodoxe de Nijni Novgorod en Russie. C'est la seule des églises conservées de celles qui ont été bâties en souvenir du sauvetage miraculeux de la famille de l'empereur Alexandre III le 17 octobre 1888 après un accident de train sur la ligne Koursk-Kharkov. Depuis cet événement, Alexandre III avait conservé une copie de l'icône ancienne de Vologda du Sauveur miséricordieux.
Les plans de cette église en style russe du XVIIe siècle sont des mains de l'architecte académicien Alexandre Kotchetov et sont inspirés de l'église du village d'Ostankino près de Moscou. Elle peut accueillir 1 700 fidèles. Son autel principal est consacré au Sauveur en son image non faite de main d'homme; celui de droite à l'apôtre Jacques, à saint Nicolas et à saint Séraphin de Sarov; celui de gauche à Pierre et Alexis de Moscou et à saint Serge de Radonège, ainsi qu'au prophète Osée.

## Construction

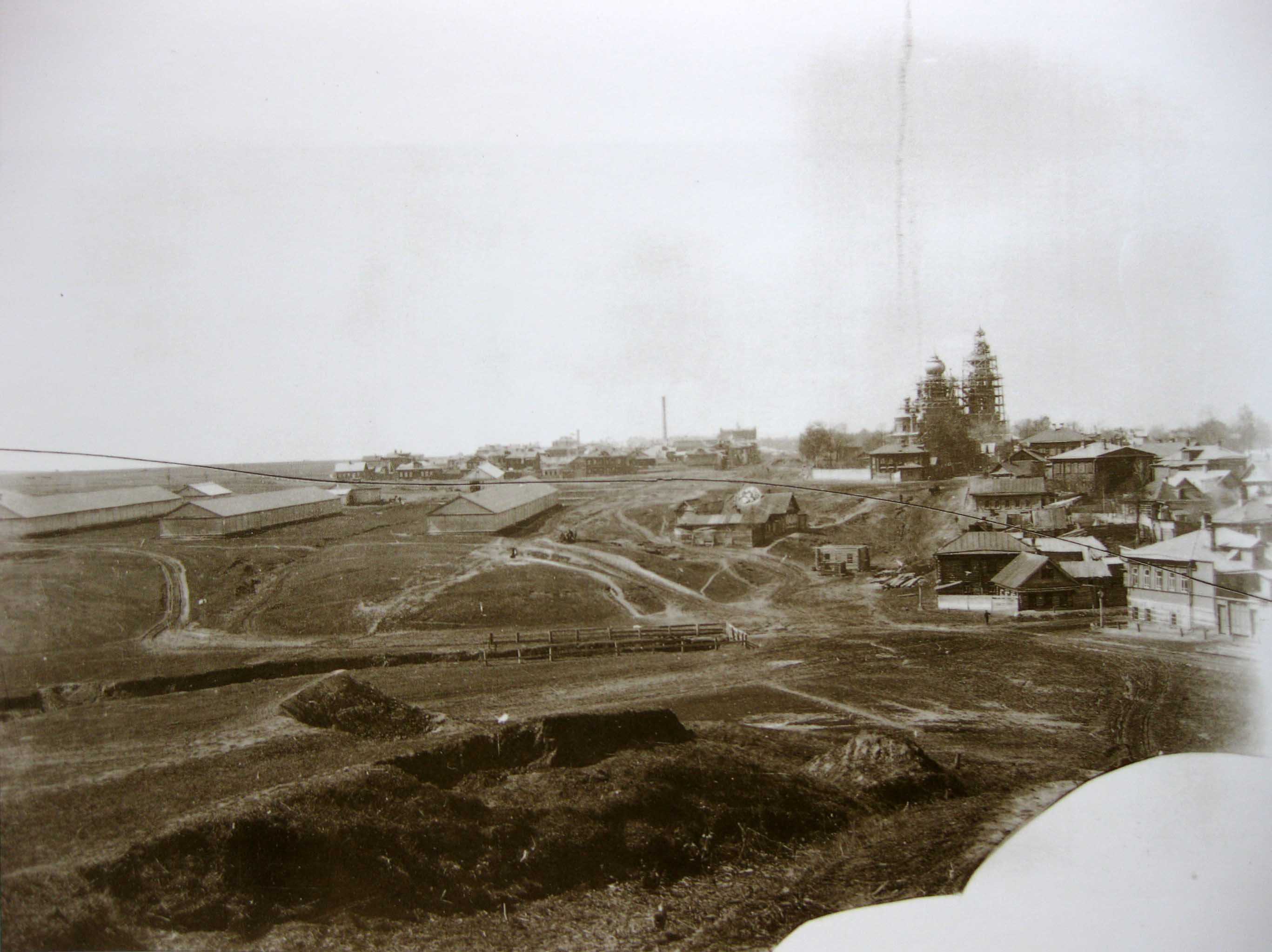
Construction de l'église du Sauveur à partir de la place au Foin (1901). Photographie de Maxime Dmitriev.

Ce sont les marchands de Nijni Novgorod qui décident de faire construire une église consacrée au Sauveur, non loin de la prison. La collecte des fonds commence en 1888, la commission étant composée du riche industriel Nikolaï Bougrov et de négociants aisés comme Nikolaï Bachkirov, Aristarque Blinov, Alexeï Goubine, Vassili Soloviev et d'autres. Le comité de construction se forme en 1897 sous la direction de Iakov Bachkirov. L'année suivante, un concours est ouvert auprès de la société impériale des architectes de Saint-Pétersbourg et dix-huit projets sont sélectionnés. Alexandre Kotchetov remporte le concours.
La première pierre est bénie le 7 juin 1899 par l'évêque de Nijni Novgorod et Arzamas Vladimir (Nikolski). La dernière cloche est installée en 1903 et l'église est consacrée le 12 octobre 1903.

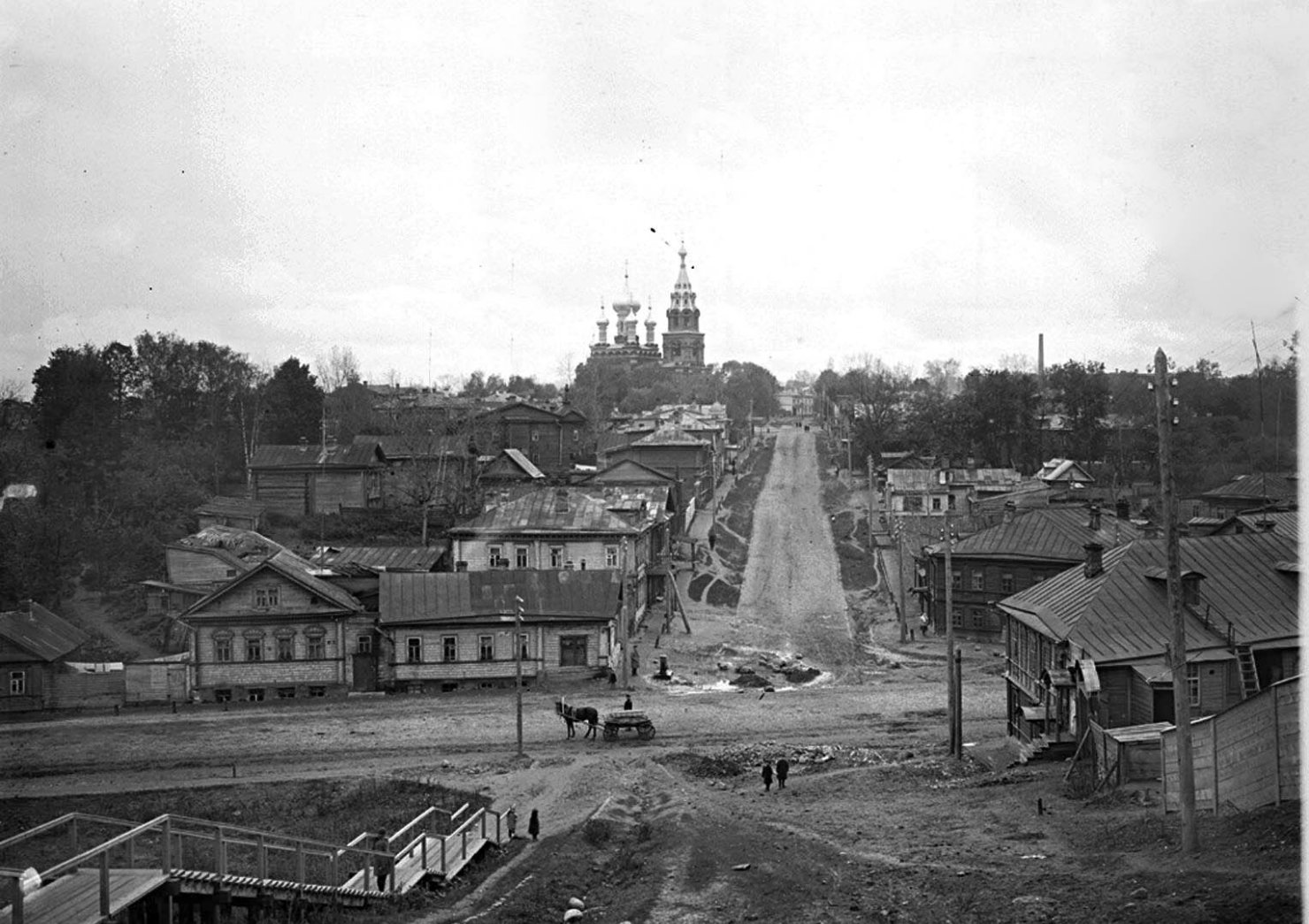
Vue de la rue du Sauveur (aujourd'hui rue du Travail), au loin l'église du Sauveur vers 1910.

Les fresques intérieures sont terminées en 1912, réalisées d'après des cartons de Vasnetsov, Répine, Verechtchaguine, Bronnikov, Kochelev, Markov. L'ornementation est inspirée du style byzantin d'après des esquisses de Kotchetov et des artisans de Nijni Novgorod procèdent à la décoration.

## Fermeture et renaissance

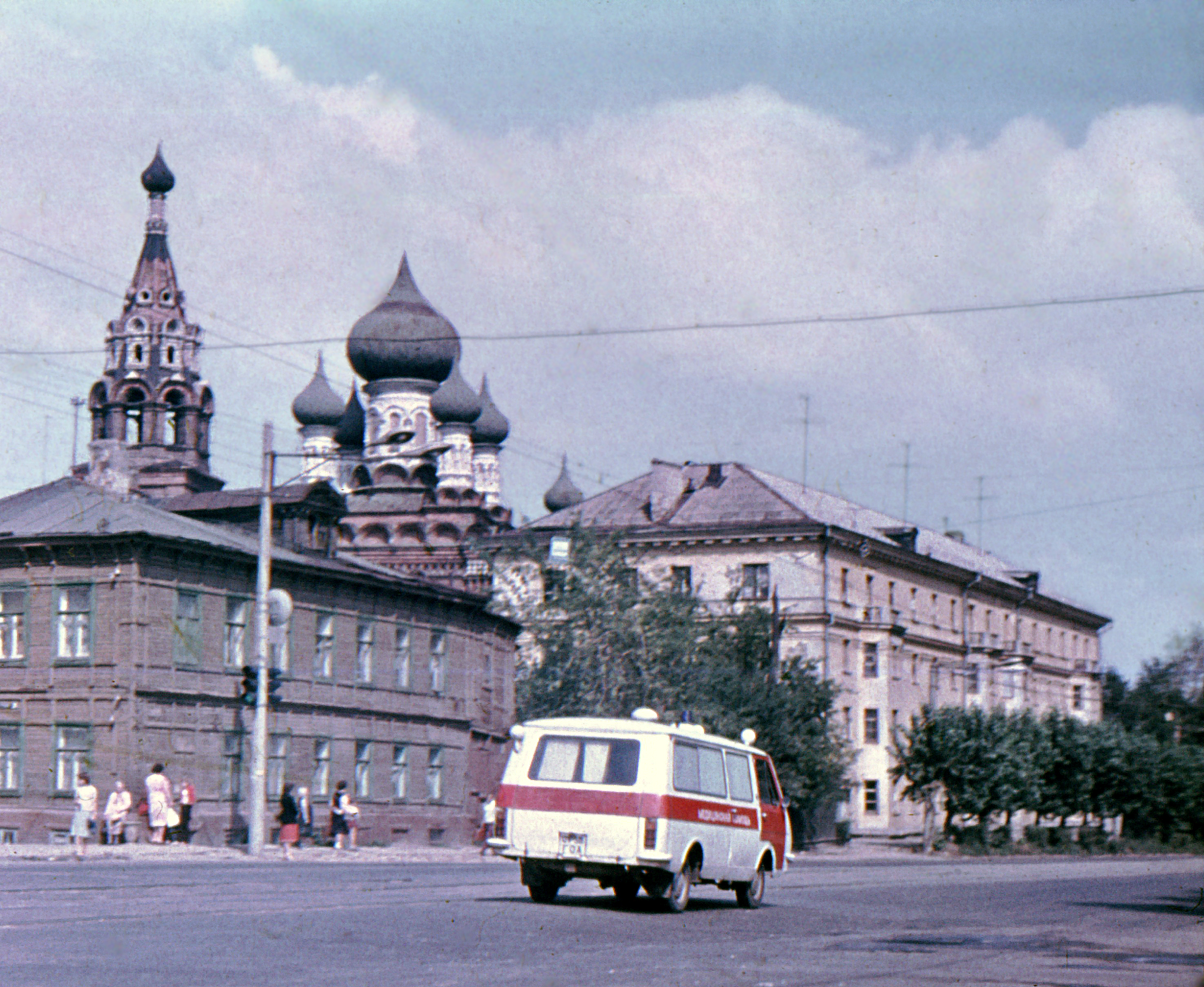
Vue de l'église en 1985.

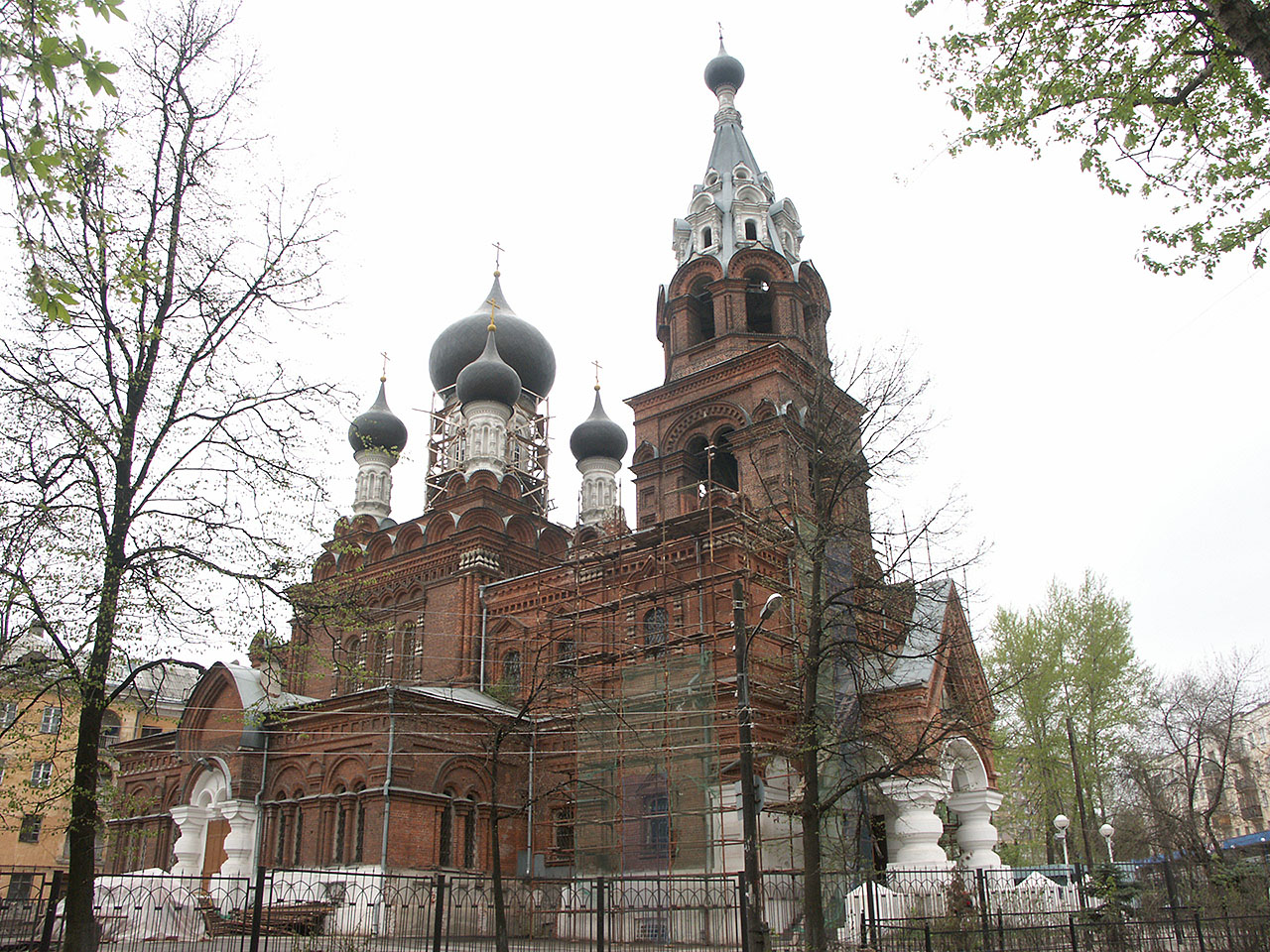
Vue de l'église restaurée en 2006.

L'église est l'une des rares à ne pas fermer après la Révolution d'Octobre. Elle accueille la chaire de l'évêque au début des années 1920 qui est à cette époque le métropolite Serge (Stragorodski) (1924-1934). Il est question de la démolir en 1930. La question est faussement soulevée par de prétendues appels de la population; mais grâce au desservant le P. Nikolaï Bogolioubov et aux membres du conseil paroissial la décision est annulée. Cependant une partie de l'église sert de dépôt, tandi qu'une partie du clergé continue en 1935 à habiter le sous-sol avec leurs familles. Lorsque le dernier prêtre de l'église du Sauveur, le P. Nikolaï Vinogradov, est arrêté en 1937 en pleines grandes purges staliniennes, ainsi que son assistant Piotr Sakharov et le protodiacre Nikolaï Savine, le culte est interrompu et l'église devient un dépôt de la fabrique de couture Printemps.
L'église est rendue au culte au printemps 1992 et consacrée en 2003.

## Aujourd'hui

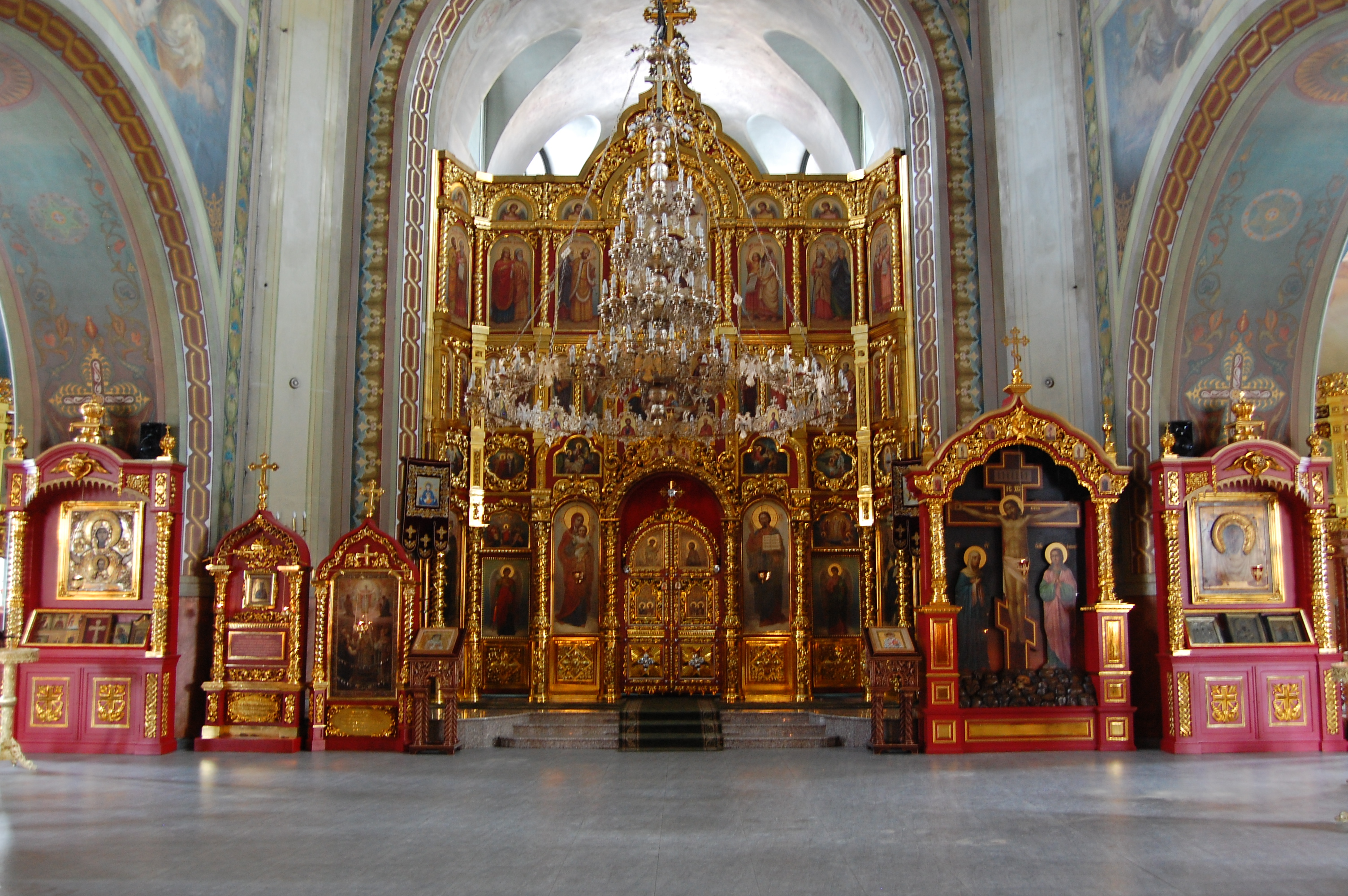
Chœur et iconostase.

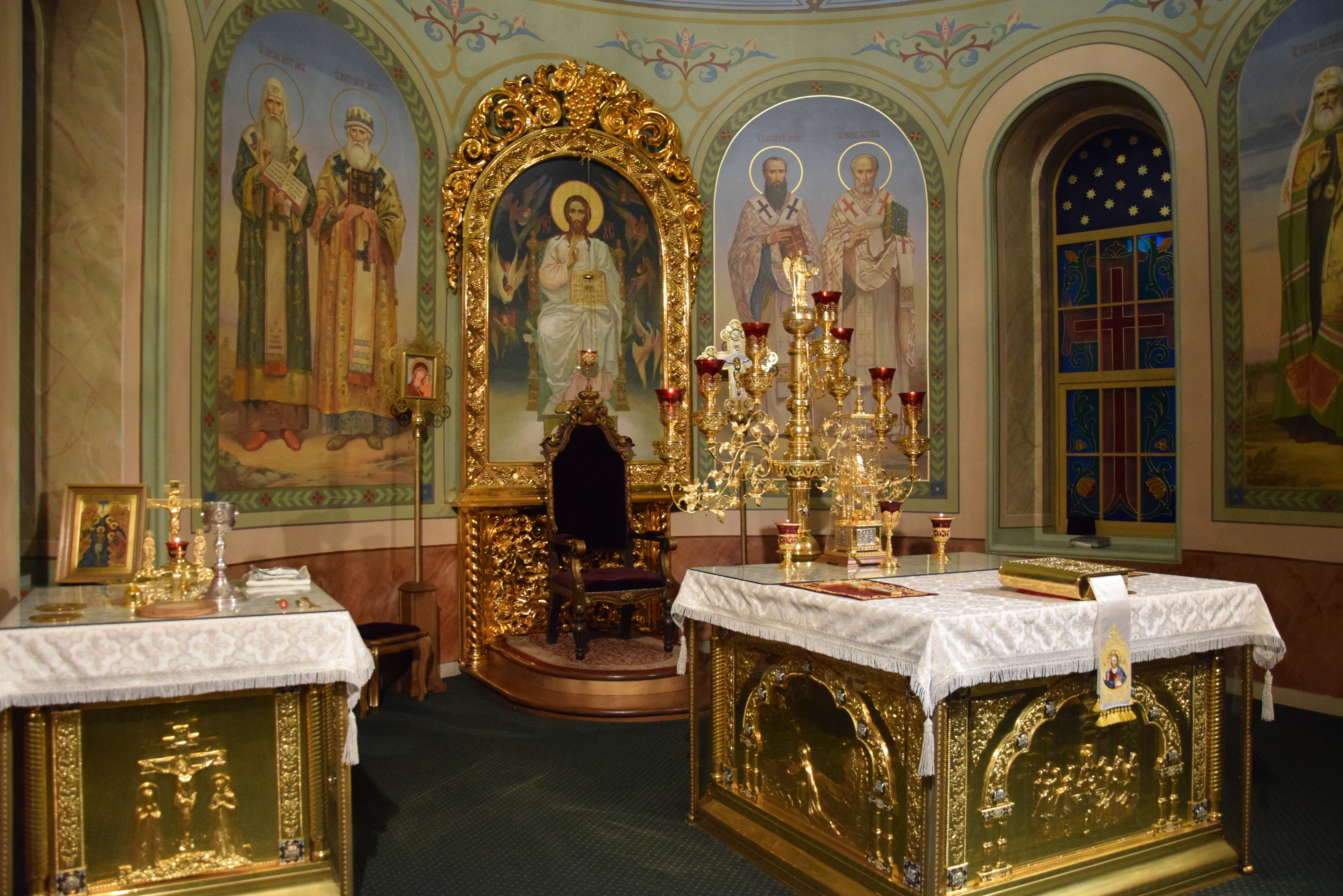
Autel principal.

L'une des premières écoles du dimanche de la ville pour la catéchisation des enfants ouvre ici en 1997.
L'éparchie de Nijni Novgorod publie un livre en 2010 de l'historienne Olga Diogteva consacré à l'histoire de l'église du Sauveur.